# والتر ویشنیفسکی
والتر ویشنیفسکی (آلمانی: Walter Wischniewsky؛ ۱۶ سپتامبر ۱۹۱۲ – ۱ فوریه ۱۹۹۵) تدوین‌گر اهل آلمان بود.
وی تدوین‌گر فیلم‌هایی همچون روتشیلدها و نورا بوده‌است.